# Paul Spudis
Paul D. Spudis (1952-2018) est un géologue et scientifique lunaire américain,,. Sa spécialité est l'étude du volcanisme et des processus d'impact sur les planètes, dont Mercure et Mars.
Spudis est un défenseur de premier plan d'un retour sur la Lune pour utiliser ses ressources et fournir un système de transport spatial.

## Éducation
En 1976, il obtient le B.S. en géologie à l'Arizona State University. Ensuite il effectue un stage au Jet Propulsion Laboratory, lors de l'atterrissage sur Mars de cette année. L'année suivante, il va à l'Université Brown pour étudier la géologie planétaire, en se concentrant sur la Lune. Un an plus tard, il obtient sa maîtrise et retourne en Arizona où il commence à travailler pour Ron Greeley qui vient de rejoindre l'Arizona State University. En 1982, il obtient un doctorat en géologie à l'université.

## Début de carrière
Après ses études, il travaille pour l'US Geological Survey. Dans les années suivantes, il est promu à l'idée de l'exploration lunaire. Il devient chercheur principal au bureau des sciences spatiales de la NASA, division d'exploration du système solaire, programme de géologie planétaire. Il rejoint ensuite le Lunar and Planetary Institute à Houston en tant que scientifique.

## Fin de carrière
Finalement, Spudis rejoint le laboratoire de physique appliquée de l'Université Johns Hopkins et devient le scientifique principal. Il retourne au Lunar and Planetary Institute de Houston en 2008.
Il est membre d'un comité de la Maison Blanche en 1991, le Synthesis Group, à Washington D.C. En 1994, il est le chef adjoint de l'équipe scientifique de la mission Clementine. Il siège également  à de nombreux comités consultatifs scientifiques. Au Laboratoire de physique appliquée de Johns Hopkins, il développe un système radar d'imagerie pour la mission indienne sur la Lune, Chandrayaan-1. Il est membre de la Commission présidentielle de 2004 sur la mise en œuvre de la politique d'exploration spatiale des États-Unis. Il est membre de l'équipe de l'expérience Mini-RF sur la mission Lunar Reconnaissance Orbiter de la NASA.

## Vie privée
Spudis est né dans le Kentucky de Mattie Wren.
Il est marié à Anne M. Seaborne jusqu'à sa mort.
Spudis est décédé le 29 août 2018 des complications du cancer du poumon,.

## Honneurs
En 2016, l'American Society of Civil Engineers lui décerne la Columbia Medal,.
L'astéroïde de la ceinture principale intérieure 7560 Spudis est nommé en l'honneur de Paul Spudis.

## Publications (sélection)
Ouvrages et articles
- (en) The geology of multi-ring impact basins : The Moon and other planets, Cambridge University Press, 1993.
- (en) The Once and Future Moon, Smithsonian Institution Press, 1996, 308 p. (ISBN 1-56098-634-4, lire en ligne).

- avec Ben Bussey : (en) The Clementine Atlas of the Moon, Cambridge (GB), Cambridge University Press, 2004, 316 p. (ISBN 0-521-81528-2, lire en ligne).

- avec Ann Spudis : (en) Moonwake : The Lunar Frontier, Xlibris Corporation, 2005, 132 p. (ISBN 1-4257-0091-8).

- avec T. C. Sorensen : (en) « The Clementine Mission – A 10 year perspective », Journal of Earth System Science, vol. 114, no 6,‎ 2005, p. 645-668.

- (en) Blogging the Moon : The Once and Future Moon Collection, Apogee Prime Books, 2010, 328 p. (ISBN 978-1-926837-17-8).

- (en) « The Moon: Port of Entry to Cislunar Space : Selected Essays », dans Toward a Theory of Space Power, Washington DC, National Defense University, 2011.

- (en) « Initial results for the north pole of the Moon from Mini-SAR, Chandrayaan-1 mission », Geophysical Research Letters, vol. 37,‎ 2010, p. L06204 (DOI 10.1029/2009GL042259)

- (en) The Value of the Moon : How to Explore, Live, and Prosper in Space Using the Moon's Resources, Smithsonian Books, 2016 (ISBN 1588345033 et 978-1588345035).

Communications et conférences
- avec Ryder Graham : 
  - (en) « Volcanism prior to the termination of the heavy bombardment: Evidence, characteristics, and concepts » (1979) 
—Conference on the Lunar Highlands Crust.
  - (en) « Apollo 17 impact melts and the geology of the Taurus-Littrow highlands » (1980) 
—Conference on Multiring Basins.

- avec S. W. Asmar, D. B. J. Bussey, N. Duxbury, L. J. Friesen, J. J. Jillis, B. R. Hawke, G. Heiken, D. Lawrence : (en) « The Future of Solar System Exploration, 2003-2013 » (2002) 
—Lunar Exploration Manned and Unmanned.

- avec E. Pete Aldridge, C. S. Fiorina, M. P. Jackson, L. A. Leshin, L. L. Lyles, N. D. Tyson, R. A. Walker, M. T. Zuber : (en) A Journey to Inspire, Innovate, and Discover, President's Commission on Implementation of the United States Space Exploration Policy, juin 2004.

- avec A. R. Lavoie : (en) « Using the Resources of the Moon to Create a Permanent Cislunar Space Faring System » (2011) 
—Space 2011 Conference and Exposition.

- avec Tony Lavoie : (en) « The Purpose of Human Spaceflight and a Lunar Architecture to Explore the Potential of Resource Utilization » (9 septembre 2016)  (DOI 10.2514/6.2016-5526, lire en ligne, consulté le 8 mars 2017)
—AIAA SPACE 2016.